# مت باراس (بازیکن فوتبال، زاده ۱۹۸۰)
مت باراس (انگلیسی: Matt Barrass؛ زادهٔ ۲۸ فوریهٔ ۱۹۸۰) بازیکن فوتبال اهل بریتانیا است.
از باشگاه‌هایی که در آن بازی کرده‌است می‌توان به باشگاه فوتبال رادکلیف بورو، باشگاه فوتبال بری، و باشگاه فوتبال منچستر یونایتد اشاره کرد.